# Халланд (лен)
Лен Ха́лланд (швед. Hallands län) — лен, расположенный на юго-западном побережье Швеции вдоль пролива Каттегат. Граничит с ленами Вестра-Гёталанд, Йёнчёпинг, Крунуберг и Сконе. Административный центр — город Хальмстад.
В основном границы лена соответствуют границам исторической провинции Халланд, но небольшие участки относятся к провинциям Смоланд и Вестергётланд.

## Население
В Халланде на площади в 5454 км² проживает 305 986 человек (2013). Область характеризуется экспансивным развитием предприятий и приростом населения. Население крупнейшего города Хальмстада  — 88 тысяч жителей.

## Административное деление
Халланд разделен на 6 коммун:
- Кунгсбакка, центр — Кунгсбакка
- Варберг, центр — Варберг
- Фалькенберг, центр — Фалькенберг
- Хюльте, центр — Хюльтебрук
- Хальмстад, центр — Хальмстад
- Лахольм, центр — Лахольм

## Промышленность и сельское хозяйство
В данном регионе земледелие имеет более важное значение, чем в других частях страны.
Большинство предприятий — малые или средние, их много, и разброс по разным отраслям крайне велик. Наиболее значительное — АЭС Рингхальс. В 35 км к северу от Хальмстада расположена крупнейшая в мире бумажная фабрика Stora Enso.
В Хальмстаде также находится подразделение английской фирмы Pilkington и 3 больших хорошо оснащённых морских порта, которые занимаются переработкой и отправкой продуктов лесной и бумажной промышленности, а также прямыми паромными перевозками в Данию.
Основными стратегическими направлениями развития региона являются производство продуктов питания, здравоохранение и туризм.